# Романівська сільська рада (Перемишлянський район)
| Романівська сільська рада — колишній орган місцевого самоврядування у Перемишлянському районі Львівської області з адміністративним центром у с. Романів. Історична дата утворення: в 1940 році. Сільській раді підпорядковані населені пункти: - с. Романів - с. Підгородище - с. Під'ярків - с. Селиська |

## Склад ради
Рада складається з 16 депутатів та голови.

### Керівний склад ради
| ПІБ                     | Основні відомості                                                                     | Дата обрання | Дата звільнення |
| ----------------------- | ------------------------------------------------------------------------------------- | ------------ | --------------- |
| Горішний Іван Семенович | Сільський голова, 1968 року народження, освіта, член Української Народної Партії      | 26.03.2006   | 31.10.2010      |
| Горішний Іван Семенович | Сільський голова, 1968 року народження, освіта вища, член Української Народної Партії | 31.10.2010   |                 |

Примітка: таблиця складена за даними джерела